# Liste der Nummer-eins-Hits in den Cash Box Charts (1966)
Diese Liste enthält alle Nummer-eins-Hits in den amerikanischen Cash Box Charts im Jahr 1966. Es gab in diesem Jahr 34 Nummer-eins-Singles.
| Singles |
| --- |
| - The Beatles – We Can Work It Out - 4 Wochen (1. Januar – 28. Januar) - Simon & Garfunkel – The Sounds of Silence - 1 Woche (29. Januar – 4. Februar) - The Beach Boys – Barbara Ann - 1 Woche (5. Februar – 11. Februar) - Lou Christie – Lightnin' Strikes - 2 Wochen (12. Februar – 25. Februar) - Nancy Sinatra – These Boots Are Made for Walkin’ - 1 Woche (26. Februar – 4. März) - Staff Sergeant Barry Sadler – The Ballad of the Green Berets - 4 Wochen (5. März – 1. April) - The Rolling Stones – 19th Nervous Breakdown - 1 Woche (2. April – 8. April) - The Lovin’ Spoonful – Daydream - 1 Woche (9. April – 15. April) - The Righteous Brothers – (You're My) Soul And Inspiration - 2 Wochen (16. April – 29. April) - The Young Rascals – Good Lovin' - 2 Wochen (30. April – 6. Mai) - The Mamas & The Papas – Monday, Monday - 3 Wochen (7. Mai – 27. Mai) - Percy Sledge – When a Man Loves a Woman - 1 Woche (28. Mai – 3. Juni) - The Mindbenders – A Groovy Kind of Love - 1 Woche (4. Juni – 10. Juni) - The Rolling Stones – Paint It Black - 1 Woche (11. Juni – 17. Juni) - Frank Sinatra – Strangers in the Night - 1 Woche (18. Juni – 24. Juni) - The Beatles – Paperback Writer - 2 Wochen (25. Juni – 8. Juli) - Tommy James & The Shondells – Hanky Panky - 2 Wochen (9. Juli – 22. Juli) - The Troggs – Wild Thing - 1 Woche (23. Juli – 29. Juli) - Napoleon XIV – They're Coming to Take Me Away, Ha-Haaa! - 1 Woche (30. Juli – 5. August) - Sam the Sham & The Pharaohs – Lil’ Red Riding Hood - 1 Woche (6. August – 12. August) - The Lovin’ Spoonful – Summer in the City - 2 Wochen (13. August – 26. August) - Bobby Hebb – Sunny - 1 Woche (27. August – 2. September) - Donovan – Sunshine Superman - 1 Woche (3. September – 9. September) - The Beatles – Yellow Submarine - 1 Woche (10. September – 16. September) - The Supremes – You Can’t Hurry Love - 1 Woche (17. September – 23. September) - The Association – Cherish - 3 Wochen (24. September – 14. Oktober) - The Four Tops – Reach Out I’ll Be There - 1 Woche (15. Oktober – 21. Oktober) - ? (Question Mark) & The Mysterians – 96 Tears - 1 Woche (22. Oktober – 28. Oktober) - The Monkees – Last Train to Clarksville - 2 Wochen (29. Oktober – 11. November) - Johnny Rivers – Poor Side of Town - 1 Woche (12. November – 18. November) - The Beach Boys – Good Vibrations - 1 Woche (19. November – 25. November) - The New Vaudeville Band – Winchester Cathedral - 1 Woche (26. November – 2. Dezember, insgesamt 3 Wochen) - The Supremes – You Keep Me Hangin’ On - 1 Woche (3. Dezember – 9. Dezember) - The New Vaudeville Band – Winchester Cathedral - 2 Wochen (10. Dezember – 23. Dezember, insgesamt 3 Wochen) - The Monkees – I’m a Believer - 8 Wochen (24. Dezember 1966 – 17. Februar 1967) |